# 比利亚塞基利亚
比利亚塞基利亚，是西班牙卡斯蒂利亚-拉曼恰托莱多省的一个市镇。总面积77平方公里，总人口2323人（2001年），人口密度30人/平方公里。